# Terra-616
Terra-616, successivamente denominata Terra Prime, è il nome utilizzato nell'Universo Marvel per identificare la continuity principale in cui si svolge la maggior parte delle storie dei fumetti Marvel Comics.

## Origine del nome
Alan Moore ha utilizzato per primo questo termine nel fumetto della Marvel britannica Capitan Bretagna negli anni ottanta, in cui la Terra-616 è stata dichiarata la principale da Merlyn, protettore del multiverso. Più tardi la decisione della "Marvel UK" è stata confermata nel fumetto Excalibur.
Un'ipotesi fatta in passato era che Moore si fosse rifatto alla data di uscita di Fantastic Four 1, che segna la nascita del moderno Universo Marvel: sebbene la data di copertina sia novembre 1961, il fumetto parrebbe essere uscito effettivamente nel giugno del 1961, e questa data secondo l'uso statunitense si può scrivere 1961/giugno cioè 61/6, da cui 616.
Nel 2005 John Reppion, il genero di Alan Moore (sposato con Leah Moore, la figlia), dopo aver chiesto ad Alan, ha però confermato che il numero 616 è stato scelto a caso.

## Menzioni
La maggior parte dei riferimenti alla Terra-616 appaiono nelle pubblicazioni della Marvel britannica o in Excalibur, ma alcune sono apparse anche in altri albi e film:
- In 1602 n. 6, Uatu parla della Terra-616.
- In Marvel Knights 4 n. 15, la Terra-616 è menzionata.
- In Exiles il termine appare.[senza fonte]
- Nel lungometraggio live-action Thor: The Dark World, quando Erik Selvig spiega ai pazienti di un ospedale psichiatrico la struttura dell'universo secondo gli Asgardiani, sulla lavagna, riferendosi alla Terra, compare associato il numero 616.
- Nella serie televisiva Agents of S.H.I.E.L.D. l'aereo con cui si muovono i protagonisti (il Bus) ha il codice di volo 616.
- Nel lungometraggio live-action Spider-Man: Far from Home Mysterio dichiara che tutti gli avvenimenti del Marvel Cinematic Universe sono avvenuti nell'universo Terra-616. Ma si scoprirà più avanti che tutte le sue dichiarazioni sul multiverso sono bugie a sostegno del suo complotto per diventare supereroe.
- Nel lungometraggio live-action Doctor Strange nel Multiverso della Follia la Christine di Terra-838 dichiara che hanno denominato Terra-616 l'universo principale nel quale accadono le vicende narrate nei film del Marvel Cinematic Universe.